# Friedrich-Wilhelm Tiller

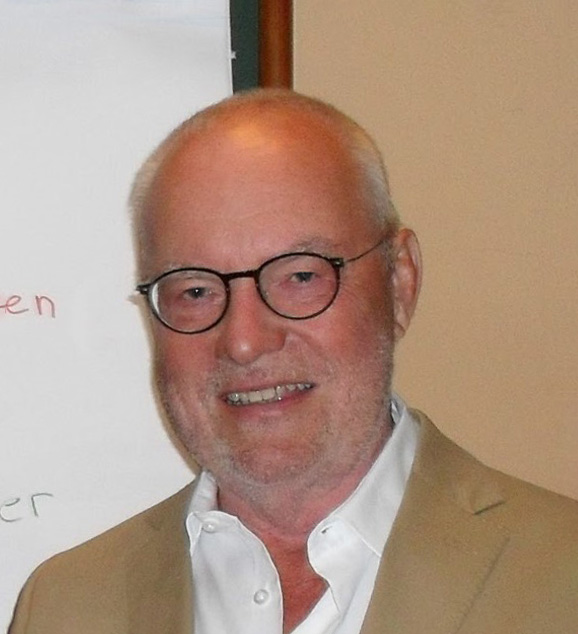
Friedrich-Wilhelm Tiller

Friedrich-Wilhelm „Fritz“ Tiller (* 7. Mai 1949 in Bad Lobenstein in Thüringen) ist ein deutscher Arzt, Unternehmer, Musiker und Autor.

## Leben
Aufgewachsen in Gera, studierte Tiller von 1966 bis 1972 Humanmedizin. 1977 erhielt er die Anerkennung als Facharzt für Mikrobiologie, Virologie und Infektionsepidemiologie. 1977 promovierte er auf dem Gebiet der Krankenhaushygiene in Jena. 1981 erfolgte die Habilitation über Hæmophilus Influenzae in Berlin, 1990 die Habilitation zum Privatdozenten am Max von Pettenkofer-Institut München.
Von 1969 bis 1972 absolvierte er ein Fernstudium der Tanz- und Unterhaltungsmusik an der Hochschule für Musik Franz Liszt in Weimar.
1985 stellte Tiller einen Ausreiseantrag, arbeitete bis zur Übersiedlung in die Bundesrepublik Deutschland 1988 als angestellter Arzt am Hygieneinstitut in Gera und parallel als Kirchenmusiker.
1992 ließ er sich als Laborarzt in München nieder, später übernahm er das MVZ Bayerstraße in München und benannte es in MVZ Labor Dr. Tiller und Kollegen um. Er verkaufte das Labor 2010 an die Synlab-Gruppe.
Er ist Autor oder Koautor von mehr als 60 wissenschaftlichen Publikationen auf den Gebieten der Infektiologie, Mikrobiologie, Infektionsepidemiologie, Virologie und Labordiagnostik.
Fritz Tiller ist seit 1972 mit Martina Tiller verheiratet und Vater zweier Söhne.

## Künstlerisches Leben und Wirken
- 1977: Komposition des Musicals Anstoß für Claudia, Bühnen der Stadt Gera
- 1981: Komposition des Musicals Das Gespenst von Canterville, Bühnen der Stadt Gera
- 1990: Komposition der Bühnenmusik zu Das Jahrmarktsfest zu Plundersweilern, Theater in der Reithalle München

Tiller war Jazz-Pianist in der Münchner Haberjazz-Band 1990–2005. Seit 2005 tritt er mit einem eigenen Jazz-Trio auf.
- Produzent des Hofspielhaus-Jazz (München) seit 2017 regelmäßig im Hofspielhaus von Christiane Brammer[1][2]
- Konzept und Arrangement der Polit-Revue Phantomschmerz mit Maria Hafner, Hofspielhaus München, 2020[3][4]
- Autor „Gespräche mit dem leider abwesenden Herrn van Beethoven“, Hofspielhaus München 2020[5]
- „Lachen stärkt das Immunsystem“ mit Andre Hartmann und Annett Siegmund, Hofspielhaus München 2021[6]
- „Goodbye Angie“ mit Andre Hartmann, Hofspielhaus München 2022[7]
- „Ein Klavier sieht rot“ mit Anna Perwein, Hofspielhaus München 2023[8]
- „Gute Saiten, schlechte Saiten“ mit Andre Hartmann, Hofspielhaus München 2023[9]

## Bücher
- F. Hoffmann, F.-W. Tiller: Praktische Infektiologie, Ecomed Verlag, 3. Auflage 2012, ISBN 978-3-609-63334-3
- F.-W. Tiller, B. Stein: Labormedizinische Praxis (Das klinische Labor), Ecomed Verlag, 3. Auflage 2012, ISBN 978-3-609-16160-0
- D. Spinner, L. Gürtler, W. Jilg, J. Schneider, F.-W. Tiller: Infektionskrankheiten von A bis Z, Ecomed Verlag, 1. Auflage 2023, ISBN 978-3-609-63337-4
- F.-W. Tiller, W. Mayer: Silent Inflammation – Stille Entzündungen erkennen und behandeln, mgo fachverlage, 1. Auflage 2024, ISBN 3-96474-455-7